# Cerais tadzhikorum
Cerais tadzhikorum är en tvåvingeart som först beskrevs av Nartshuk 1963.  Cerais tadzhikorum ingår i släktet Cerais och familjen fritflugor. Inga underarter finns listade i Catalogue of Life.